# Saint-Étienne-du-Vauvray
Saint-Étienne-du-Vauvray là một xã của tỉnh Eure, thuộc vùng Normandie, miền bắc nước Pháp.